# 打貓南堡
打貓南堡，是台灣中南部自清治時期至日治初期的一個行政區劃，其範圍包括今嘉義縣的民雄鄉西部、溪口鄉大部分地區及新港鄉東北部。
打貓南堡北邊為打貓北堡，東邊為打貓東下堡，南邊為嘉義西堡、牛稠溪堡，西邊為打貓西堡。

## 管轄街庄
打貓南堡共轄25個街庄：
- 今民雄鄉境內：打貓街、東勢湖庄、番仔庄、竹仔腳庄、雙援庄、菁埔庄、牛斗山庄、江厝店庄、田中央庄、牛稠溪庄、鴨母坔庄、崙仔頂庄、好收庄、頂藔庄、新庄仔庄
- 今溪口鄉境內：雙溪口庄、頂坪庄、上崙庄、崙尾庄、本廳庄、厝仔庄、三疊溪庄、柳仔溝庄
- 今新港鄉境內：西庄、海豐仔庄